# Bejsug
Il Bejsug  (in russo Бейсуг?) è un fiume della Russia europea meridionale, tributario del mar d'Azov. Scorre nei rajon Ejskij, Primorsko-Achtarskij e Kanevskij del Territorio di Krasnodar.
Il fiume ha origine 7 km a nord-ovest di Kropotkin e scorre nella zona della steppa černozëm in direzione prevalentemente nord-occidentale, attraversando numerosi villaggi. Sfocia nel mar d'Azov attraverso i liman Lebjažij (di acqua dolce) e Bejsugskij (acqua salata). La lunghezza del fiume è di 243 km. L'area del bacino idrografico è di 5190 km². Il suo maggior affluente è il Bejsužëk Levyj, proveniente dalla sinistra idrografica.